# Josep Toribi d'Ametller i Isern
Josep Toribi d'Ametller i Isern (Banyoles, Pla de l'Estany, 16 d'abril de 1842 - 13 de novembre de 1873) fou un polític català, diputat a Corts durant el sexenni democràtic
Fou un dels principals impulsors del Partit Republicà Democràtic Federal al Pla de l'Estany. Durant la revolució de 1868 fou secretari de la Junta Revolucionària de Girona, redactant-se a casa seva els punts que seguiria la Junta.
Fou elegit diputat per Girona a les eleccions generals espanyoles de 1869, substituint Pere Caimó i Bascós. Participà en l'aixecament republicà federal a Girona amb Joan Déu i Ros, raó per la qual fou empresonat i condemnat a mort; tanmateix, fou indultat i fugí a França. En proclamar-se la Primera República Espanyola va tornar i fou nomenat comandant de les forces republicanes a Banyoles. Va morir d'un tret de trabuc en l'atac a Banyoles de les tropes carlines de Francesc Savalls i Massot.